# یواس‌اس اونجر (ام‌سی‌ام-۱)
یواس‌اس اونجر (ام‌سی‌ام-۱) (به انگلیسی: USS Avenger (MCM-1)) یک کشتی است که طول آن ۲۲۴ فوت (۶۸ متر) می‌باشد. این کشتی در سال ۱۹۸۵ ساخته شد.